# Diadúmeno (Policleto)
La estatua del Diadúmeno es una escultura situada en la colección romana del Museo del Prado, esta es una copia romana de un original en bronce, por lo que podría datar de los años 140-150 d. C.

## Historia
Como ya mencioné antes, esta escultura se realizó entre los años 140-150 d. C. mucho tiempo después la estatua fue conservada bajo la custodia de Cristina de Suecia, que la mencionó en algunos escritos como Ptolomeo, rey de Egipto.
Después de haber pasado por algunas restauraciones durante el siglo XVII en uno de los talleres más importantes de Roma, posteriormente fue llevada al Palacio de San Ildelfonso, donde fue denominada como un Meleagro cazador, aunque en 1764, el arqueólogo de gran reputación Johann Joachim Winckelmann afirmó que la obra representaba al Diadúmeno.
Sin embargo, a pesar de los numerosos estudiosos que seguían investigando sobre el significado de la estatua, no se pudo hallar mucho al respecto, tan solo podemos encontrar las hipótesis de Ajello o Ponz, que planteaban las posibles representaciones de la estatua como un atleta vencedor, algo muy retratado durante la época clásica, o también como Apolo o Antínoo. Sin duda, todo era un mar de dudas, aunque eso sí, de las 50 copias que hay del Diadúmeno, esta es una de las mejor conservadas, esto fue mencionado por algunos intelectuales del siglo XIX, que escribían sobre la obra mencionándola como Meleagro o Apolo, aún en nuestros tiempos se sigue dudando sobre la representación real de la estatua, algo que tal vez nunca sabremos realmente.

## Descripción
La estatua parece tener algunos detalles que muestran algunos apoyos existentes antes de las reformas, en la cabeza podemos apreciar una cinta ceñida, que lleva como una representación de un atleta. Los brazos están abiertos, algo que demuestra con gran belleza el increíble físico que guarda la obra, siguiendo con los brazos, el de la derecha se inclina más que el brazo izquierdo, que parece igualarse a la altura de la cabeza.
El torso se mueve hacia la izquierda, mientras que en las piernas vemos una especie de tronco como apoyo, que sustenta la pierna derecha, mientras que la otra se mantiene hacia atrás. La mano izquierda, las piernas después de las rodillas y los rizos son fruto de las restauraciones llevadas a cabo en Roma, también cabe mencionar con claridad como los profundos detalles del pelo relatan sus orígenes durante el gobierno de Adriano.
Mientras, los gruesos parpados junto con los estrechos ojos que decoran suntuosamente el rostro del joven pueden datar de la época antoniana.